# Bertie the Brain
Bertie the Brain — одна из первых компьютерных игр в истории, созданная Джозефом Кейтсом в Торонто для Канадской национальной выставки 1950 года. Представляет собой компьютер высотой четыре метра, на котором посетители выставки могли сыграть в крестики-нолики против искусственного интеллекта. Игрок вводил ход с помощью подсвечиваемой клавиатуры в форме сетки три на три, а сама игра проходила на сетке из ламп, расположенной выше. У машины был настраиваемый уровень сложности. После двух недель, проведённых на выставке по инициативе Rogers Majestic, игра была разобрана и забыта.
Кейтс построил игру для демонстрации изобретённой им миниатюрной версии электронной лампы, которая не нашла применения на практике, так как вскоре компьютеры перешли на транзисторы, а проблемы с патентом не позволили лампам Кейтса распространиться за пределы Bertie до этого момента. Bertie the Brain считается одной из первых компьютерных игр, и, вероятно, является первой игрой, визуально отображающей игровой процесс. Она была создана всего через три года после изобретения ракетного симулятора, первой интерактивной электронной игры. С другой стороны, использование ламп вместо экрана для визуального отображения игрового процесса противоречит некоторым определениям компьютерных игр.

## История
Bertie the Brain была компьютерной игрой в жанре крестики-нолики, созданной доктором Джозефом Кейтсом в Торонто для Канадской национальной выставки 1950 года. До этого Кейтс работал в Rogers Majestic, разрабатывающей и собирающей лампы для радаров во время Второй Мировой войны, а после войны получил образование в Торонтском университете, параллельно продолжая работать в Rogers Majestic. В университете он помог собрать University of Toronto Electronic Computer (UTEC) — один из первых работающих компьютеров в мире. Также он разработал собственную миниатюрную версию электронной лампы, запатентованную 20 марта 1951 года.
После подачи заявки на патент электронной лампы, компания попросила Кейтса собрать машину, демонстрирующую лампу потенциальным покупателям. Кейтс разработал специализированный компьютер с использованием технологии и собрал его при помощи инженеров компании. Большой четырёхметровый компьютер мог только играть в крестики-нолики. Он был установлен на Канадской национальной выставке с 25 августа по 9 сентября 1950 года. Компьютер, названный «Bertie the Brain» и подписанный «электронное чудо от Rogers Majestic», обрёл успех на выставке, собрав большую очередь желающих поиграть. Кейтс по возможности стоял рядом с машиной, повышая или понижая сложность для взрослых и детей. Сохранилась фотография американского комика Дэнни Кея, одержавшего победу над машиной спустя несколько попыток, сделанная журналом Life.

## Игровой процесс
Bertie the Brain — игра в крестики-нолики, в которой игрок выбирал клетку для следующего хода с помощью сетки из девяти подсвечиваемых кнопок на приподнятой панели. Ходы появлялись на экране из девяти больших квадратов, стоящем вертикально, а также на самих кнопках, с помощью зажжения X- или O-подобных ламп на соответствующих клетках. Вскоре после этого компьютер делал свой ход. На паре знаков, расположенных справа от игрока, загоралась либо надпись «Electronic Brain» (с англ. — «электронный мозг») и знак X, либо надпись «Human Brain» (с англ. — «человеческий мозг») и знак O, — таким образом обозначалось, какой игрок сейчас ходит. После победы одного из игроков дополнительно загоралась надпись «Won» (с англ. — «выиграл»). Bertie могла быть настроена на несколько уровней сложности. Реакция компьютера на ходы игрока была почти мгновенной, а высокие уровни сложности компьютера было практически невозможно победить.

## Наследие
После выставки Bertie была разобрана и забыта. По словам Кейтса, он работал одновременно над таким большим количеством проектов, что у него не оставалось времени и энергии для того, чтобы сохранить Bertie, несмотря на её значимость. Хотя Bertie стала первой реализованной компьютерной игрой — ей предшествовали только теоретические шахматные программы, — и обозревалась в статье журнала Life, она была практически полностью забыта и не упоминалась даже в книгах по истории компьютерных игр. Основной целью создания Bertie было продвижение изобретённой Кейтсом электронной лампы, однако за неимением практического применения этой технологии цель выполнена не была. К моменту, когда Rogers Majestic договорилась с Кейтсом о разработке работающей модели для выставки, он работал над лампами в течение года и разработал несколько версий, из-за чего Торонтский университет считал, что работа велась слишком медленно для попыток использования ламп в UTEC.
Несмотря на то, что другие фирмы высказали заинтересованность в использовании ламп Кейтса в своих проектах, сложности с получением патента препятствовали использованию ламп за пределами Канады вплоть до 1955 года, а патент в США был получен только в марте 1957 года — через 6 лет после подачи заявки. К тому времени актуальность исследования и использования ламп быстро уменьшалась из-за развития превосходящих их транзисторов, что помешало воссозданию Bertie или аналогичных машин. Кейтс достиг выдающихся успехов в карьере инженера в Канаде, однако никогда не возвращался к работе над электронными лампами или компьютерными играми.
Bertie была создана всего через три года после изобретения в 1947 году первой интерактивной электронной игры — ракетного симулятора. К тому времени было разработано несколько невизуальных игр для исследовательских компьютеров, например, шахматные программы Алана Тьюринга и Дитриха Принза для Ferranti Mark 1 в Манчестерском университете. Однако Bertie стала первой игрой на основе компьютера с визуальным отображением игрового процесса. Bertie, в зависимости от определения термина «компьютерная игра», иногда называется первой компьютерной игрой в мире. Предшествующий ей ракетный симулятор был полностью аналоговой электрической игрой, и хотя Bertie не имела электронного дисплея, она работала на компьютере. Другая игра — Nimrod, основанная на компьютере специального назначения, была построена в 1951 году. А первые программные игры — крестики-нолики OXO и шашки Кристофера Стрейчи — были созданы только в 1952 году, но стали первыми играми, использующими для визуального отображения игрового процесса электронный дисплей, а не лампы.